# ربيعة الحانوتة
ربيعة الحانوتة قرية سوريّة تتبع إداريّاً لمحافظة حلب منطقة السفيرة ناحية الحاجب، بلغ تعداد سكانها (492) نسمة حسب التعداد السكاني لعام 2004.